# Fridolf Wijnbladh (ingenjör)
Olof Johan Fridolf Wijnbladh, född 21 september 1856 i New York i USA, död 26 december 1943, var en svensk ingenjör och ämbetsman. Han var sonsons sonson till Karl Wijnbladh.

## Biografi
Wijnbladh utexaminerades 1879 från Teknologiska institutet, utövade ingenjörsverksamhet på skilda håll, utnämndes 1887 till löjtnant i Väg- och vattenbyggnadskåren, vars överste och chef han blev 1903. Under tiden var han anställd som distriktsingenjör (1892–1898) och distriktschef (1898–1902) i övre norra väg- och vattenbyggnadsdistriktet och befordrades till byråchef (1902) i Väg- och vattenbyggnadsstyrelsen, där han var överdirektör och chef 1903–1924.
År 1906 blev Wijnbladh ledamot av Krigsvetenskapsakademien.
Fridolf Wijnbladh är begraven på Norra begravningsplatsen utanför Stockholm.

## Utmärkelser
- Kommendör av första klassen av Vasaorden, 6 juni 1913.[3]
- Riddare av Nordstjärneorden, 1903.[4]